# Aleksandr Balandin
Aleksandr Balandin (República de Carelia, Rusia, 20 de junio de 1989) es un gimnasta artístico ruso, subcampeón del mundo en la prueba de anillas en 2013.

## Carrera deportiva
En el Campeonato Europeo celebrado en Berlín en 2011 gana la plata en anillas, tras su compatriota Konstantin Pluzhnikov.
En el Campeonato Europeo celebrado en Montpellier en 2012, Francia, consigue el oro en anillas, por delante del italiano Matteo Morandi y su compatriota Denis Abliazin—, y la plata en el concurso por equipos, por detrás de Gran Bretaña y delante de Rumania (bronce).
En el Mundial de Amberes 2013 gana la medalla de plata en anillas, tras el brasileño Arthur Zanetti.
En el Europeo celebrado en Sofía de 2014 consigue dos oros: en el concurso por equipos, y en anillas.